# Canton de Campan
Pour les articles homonymes, voir Campan (homonymie).
Le canton de Campan est un ancien canton français situé dans le département du Hautes-Pyrénées et la région Midi-Pyrénées.

## Composition
Le canton  était composé des quatre communes suivantes :
- Asté
- Beaudéan
- Campan (chef-lieu)
- Gerde

## Représentation

### Conseillers généraux de 1833 à 2015
| Période | Période          | Identité                            | Étiquette          | Qualité |
| ------- | ---------------- | ----------------------------------- | ------------------ | --- |
| 1833    | 1842             | Jean-Baptiste Dauphole (1795-1862)  | Conservateur       | Avocat, propriétaire à Gerde |
| 1842    | 1859 (démission) | Jean-Pierre Cazeaux (1794-1868)     | Conservateur       | Avocat, maire de Campan, conseiller d'arrondissement                                                                               |
| 1860    | 1870             | Hippolyte, baron Larrey (1808-1895) | Bonapartiste       | Docteur en médecine à Paris et à Beaudéan Propriétaire à Bièvres (Seine-et-Oise)                                                   |
| 1870    | 1871             | Arnaud Bourdette (1827-1886)        | Républicain        | Médecin à Bagnères-de-Bigorre Maire de Campan                                                                                      |
| 1871    | 1902 (décès)     | Alphonse Soucaze                    | Conservateur       | Notaire Député (1885-1889) |
| 1902    | 1919             | Jean-Pierre Colat                   | Rad.               | Docteur en médecine Maire de Campan (1900-1903 et 1912-1925), conseiller d'arrondissement                                          |
| 1919    | 1925             | Eugène Lhez                         | RG                 | Fonctionnaire des Contributions indirectes puis gérant d'une scierie à Campan                                                      |
| 1925    | 1931             | Pierre Soucaze                      | RG Droite          | Avocat Adjoint au Maire d'Alger (1908-1912) Maire de Campan (1925-1931)                                                            |
| 1931    | 1940             | Jean-Jacques Morère                 | Rad.               | Agriculteur-éleveur à La Séoube Conseiller municipal de Campan, conseiller d'arrondissement Nommé conseiller départemental en 1943 |
|         |                  |                                     |                    | |
| 1945    | 1953             | Jean-Jacques Morère                 | Soc.ind. puis SFIO | Cultivateur à La Séoube Conseiller municipal de Campan                                                                             |
| 1953    | 1964             | Jean-Ludovic Larrieu                | DVG                | Ingénieur agronome Maire de Campan (1953-1964)                                                                                     |
| 1964    | 1988             | Jean Colat-Parros                   | SFIO puis PS       | Professeur Maire de Campan (1971-1977)                                                                                             |
| 1988    | 2001             | Marc Chicoulaa                      | RPR                | Médecin Maire de Campan (1989-2001) et (2003-2008)                                                                                 |
| 2001    | 2015             | Jacques Brune                       | PRG                | Professeur Maire de Beaudéan(1989-2020)                                                                                            |

### Conseillers d'arrondissement (de 1833 à 1940)
| Période                                  | Période          | Identité                       | Étiquette     | Qualité |
| ---------------------------------------- | ---------------- | ------------------------------ | ------------- | --- |
| 1833                                     | 1842             | Jean Pierre Cazeaux            |               | Avocat, juge de paix à Campan                                                                               |
| 1842                                     | 1848             | François Gachassin (1797-1861) |               | Géomètre-expert, propriétaire à Asté                                                                        |
|                                          |                  |                                |               | |
|                                          | 1880             | Joseph Gaye                    | Droite        | Maire de Campan (1871-1878)                                                                                 |
| 1880                                     | 1886             | Jean-Pierre Cazeaux-Manaud     | Républicain   | Maire de Campan (1878-1882)                                                                                 |
| 1886                                     | 1888 (démission) | M. Nabonne                     | Républicain   | Secrétaire d'ambassade, chef de cabinet de Henri Brisson, Président du Conseil                              |
|                                          |                  |                                |               | |
| 1898                                     | 1902 (démission) | Jean-Pierre Colat              | Rad.          | Docteur en médecine, maire de Campan (1900-1903)                                                            |
|                                          |                  |                                |               | |
| 1922                                     | 1928             | Jean-Jacques Pécondon          | Rad.dissident | Instituteur, maire de Campan (1935-1938)                                                                    |
| 1928                                     | 1931             | Jean-Jacques Morère            | Rad.          | Agriculteur-éleveur à La Séoube, conseiller municipal de Campan                                             |
| 1931                                     | 1940             | Bernard Larrieu                | Républicain   | Maire de Campan (1931-1935)                                                                                 |
| 1940                                     |                  |                                |               | Les conseils d'arrondissement ont été suspendus par la loi du 12 octobre 1940 et n'ont jamais été réactivés |
| Les données manquantes sont à compléter. |                  |                                |               | |

## Démographie
| 1962 | 1968  | 1975  | 1982  | 1990  | 1999  | 2007  | 2008  | 2009 |
| ---- | ----- | ----- | ----- | ----- | ----- | ----- | ----- | ---- |
| -    | 3 582 | 3 412 | 3 461 | 3 447 | 3 456 | 3 531 | 3 543 | -    |